# Episodi di Freakazoid
La lista degli episodi di Freakazoid! andò in onda la prima stagione in 13 episodi dal 9 settembre 1995 al 17 febbraio 1996 e la seconda stagione in 11 episodi dal 7 settembre 1996 al 1º giugno 1997 su The WB, nel blocco di programmazione Kids' WB. La versione italiana fu trasmessa su Rai 2 nella metà degli anni novanta.

## Stagione 1
| nº | Titolo originale | Titolo italiano | Prima TV USA      |
| -- | --- | --- | ----------------- |
| 1  | Five Day Forecast / The Dance of Doom / Handman                                                                      | Previsioni a 5 giorni / Il ballo del destino / Handman                                                                        | 9 settembre 1995  |
| 2  | Candle Jack / Toby Danger in Doomsday Bet / The Lobe                                                                 | Candle Jack / Toby Danger nella scommessa del giorno del giudizio / Lobe                                                      | 16 settembre 1995 |
| 3  | Mo-Ron / The Sewer Rescue / The Big Question / The Legends Who Lunch                                                 | Mo-Ron / Operazione fogna / La grande domanda / Le leggende chi pranza                                                        | 23 settembre 1995 |
| 4  | And Fanboy Is His Name / Lawn Gnomes: Chapter IV – Fun in the Sun / Frenching with Freakazoid                        | Il suo nome è Fanboy / Gnomi del prato: Capitolo IV - Divertimento al sole / Parlando in francese                             | 30 settembre 1995 |
| 5  | Foamy the Freakadog / Office Visit / An Ode to Leonard Nimoy / Emergency Broadcast System / Conversational Norwegian | Il cane supereroe / Visita ufficiale / Un inno a Leonard Nimoy / Sistema di trasmissione di emergenza / Norvegese colloquiale | 7 ottobre 1995    |
| 6  | The Chip: Part 1 | Il circuito integrato (1ª parte)                                                                                              | 4 novembre 1995   |
| 7  | The Chip: Part 2 / Freakazoid Is History                                                                             | Il circuito integrato (2ª parte) / La storia di Freakazoid                                                                    | 11 novembre 1995  |
| 8  | Hot Rods from Heck / A Time for Evil / Freakmobile Toy Line                                                          | Hot Rods da Neck / Il tempo per la malvagità / Il negozio di giocattoli Freakmobile                                           | 18 novembre 1995  |
| 9  | Relax-O-Vision (Terror on the Midway) / Fatman and Boy Blubber / Limbo Lock-Up / Terror Palace                       | Problemi di censura / Fatman e Boy Blubber / La condanna / Falso allarme                                                      | 25 novembre 1995  |
| 10 | In Arms Way / The Cloud                                                                                              | La rapina natalizia / La nuvola misteriosa                                                                                    | 16 dicembre 1996  |
| 11 | Next Time, Phone Ahead / Nerdator                                                                                    | La prossima volta telefonami / Nerdator                                                                                       | 3 febbraio 1996   |
| 12 | House of Freakazoid / Sewer or Later                                                                                 | La casa di Freakazoid / Fogna o dopo                                                                                          | 10 febbraio 1996  |
| 13 | The Wrath of Guitierrez                                                                                              | L'ira di Guitierrez | 17 febbraio 1996  |

### Previsioni a 5 giorni / Il ballo del destino / Handman
- Titolo originale: Five Day Forecast / The Dance of Doom / Handman
- Diretto da: Ronaldo Carmen e Jack Heiter
- Scritto da: John McCann e Tom Ruegger

#### Trama
- "Previsioni a 5 giorni": Freakazoid annuncia il clima della giornata, diventando sempre più eccitato mentre menziona un clima sempre più pericoloso. Quindi si calma comicamente.
- "Il ballo del destino": Cave Guy invade un ballo scolastico e prende in ostaggio, lasciando un eroe per salvare la giornata. Sfortunatamente, quell'eroe è su un'altra rete e quindi Freakazoid deve salvare la giornata.
- "Handman": In una puntata di The Sidekick Chronicles, Freakazoid presenta la rete al suo nuovo "aiutante", Handman, che sposa Handgirl.

### Candle Jack / Toby Danger nella scommessa del giorno del giudizio / Lobe
- Titolo originale: Candle Jack / Toby Danger in Doomsday Bet / The Lobe
- Diretto da: Scott Jeralds e Eric Radomski
- Scritto da: Paul Rugg, Tom Minton e Tom Ruegger

#### Trama
- "Candle Jack": Presentato in Scream-O-Vision, durante una gita in campeggio a Camp Wennamigunnagohome con Steff, Freakazoid si imbatte nel malvagio spettrale Candle Jack, che rapisce e lega chiunque dica il suo nome.
- "Toby Danger nella scommessa del giorno del giudizio": In una parodia di Jonny Quest, la famiglia Danger deve impedire a uno scienziato pazzo di usare il più grande semiconduttore del mondo per conquistare il mondo.
- "Lobe": Lobe opera su un Freakazoid catturato per capire "cosa lo fa battere", solo per essere fatto saltare in aria da una bomba dalla testa di Freakazoid.

### Mo-Ron / Operazione fogna / La grande domanda / Le leggende chi pranza
- Titolo originale: Mo-Ron/ The Sewer Rescue / The Big Question / The Legends Who Lunch
- Diretto da: Audu Paden e Al Zegler
- Scritto da: Paul Rugg, Earl Kress, Randy Rogel

#### Trama
- "Mo-Ron": Un UFO arriva a Washington, D.C., dimostrando l'esistenza di una vita "non intelligente" su altri pianeti.
- "Operazione fogna": Lord Bravery risponde a una richiesta di aiuto da una posizione piuttosto spiacevole.
- "La grande domanda": Un altro alieno arriva sulla Terra in cerca della risposta a una domanda cruciale. Successivamente, Mo-Ron cerca di ricordare il suo messaggio.
- "Le leggende chi pranza": Diversi supereroi in pensione raccontano storie sulle loro avventure.
- "Conclusione": Alla fine dell'episodio, Mo-Ron ricorda il suo messaggio che una cometa si sta dirigendo verso la Terra mentre tutti evacuano prima che possa colpire il palco.

### Il suo nome è Fanboy / Gnomi del prato: Capitolo IV - Divertimento al sole / Parlando in francese
- Titolo originale: And Fanboy Is His Name / Lawn Gnomes: Chapter IV – Fun in the Sun / Frenching with Freakazoid
- Diretto da: Scott Jeralds e Turk Flipnutt
- Scritto da: Paul Dini e John McCann

#### Trama
- "Il suo nome è Fanboy": Dopo che il compagno di Freakazoid, Expendable Lad, è stato ricoverato in ospedale in seguito alla lotta con Milk Man, Fanboy desidera diventare il nuovo compagno di Freakazoid, che gli piaccia o no.
- "Gnomi del prato: Capitolo IV - Divertimento al sole": Le origini degli scherzosi gnomi del prato sono raccontate, mentre Freakazoid fa commenti su di esso.
- "Parlando in francese": Freakazoid insegna come pronunciare le parole in francese: "Qui a coupé le fromage?" (Chi ha tagliato il formaggio?).

### Il cane supereroe / Visita ufficiale / Un inno a Leonard Nimoy / Sistema di trasmissione di emergenza / Norvegese colloquiale
- Titolo originale: Foamy the Freakadog / Office Visit / An Ode to Leonard Nimoy / Emergency Broadcast System / Conversational Norwegian
- Diretto da: Ronaldo Carmen e Eric Radomski
- Scritto da: Paul Dini e Paul Rugg

#### Trama
- "Il cane supereroe": In una puntata di The Sidekick Chronicles, Freakazoid ricorda il suo rabbioso aiutante canino Foamy e come ha continuato ad attaccarlo durante le missioni.
- "Visita ufficiale": Lord Bravery lotta con la burocrazia quando scopre che il suo nome è già in uso in una pasticceria.
- "Un inno a Leonard Nimoy": Fanboy condivide la sua prosa nell'ottenere un autografo di celebrità.
- "Sistema di trasmissione di emergenza": Freakazoid fa un test EBS con la sua voce e quasi si esaurisce nel processo.
- "Norvegese colloquiale": Freakazoid diventa scandinavo e insegna a identificare il narvalo nella sua lingua.

### Il circuito integrato (1ª parte)
- Titolo originale: The Chip: Part 1
- Diretto da: Dan Riba
- Scritto da: Paul Rugg

#### Trama
Dexter Douglas ottiene il nuovo circuito integrato per il suo computer. Il gatto domestico di Dexter, Mr. Chubbikins, preme sulla tastiera e inserisce la combinazione segreta di lettere e numeri che succhia Dexter nel computer quando preme il tasto "cancella", trasformandolo in Freakazoid.

### Il circuito integrato (2ª parte) / La storia di Freakazoid
- Titolo originale: The Chip: Part 2 / Freakazoid is History
- Diretto da: Dan Riba
- Scritto da: Paul Rugg e Alan Burnett

#### Trama
- "Il circuito integrato (2ª parte)": Continua dalla prima parte. Dexter libera Freakazoid per la prima volta sconfiggendo il malvagio Guitierrez.
- "La storia di Freakazoid": Uno strano incidente riporta Freakazoid indietro nel tempo a Pearl Harbor nella seconda guerra mondiale. Il senso di giustizia di Freakazoid può alterare la storia stessa? Può distogliere lo sguardo dalle ragazze di hula abbastanza a lungo per farlo?

### Hot Rods da Neck / Il tempo per la malvagità / Il negozio di giocattoli Freakmobile
- Titolo originale: Hot Rods from Heck / A Time for Evil / Freakmobile Toy Line
- Diretto da: Ronaldo Carmen e Jack Heiter
- Scritto da: John McCann

#### Trama
- "Hot Rods da Neck": Freakazoid deve impedire al malvagio Longhorn di rubare un missile usando macchine robotizzate con hot rod e il suo super camion. La nuova Freakmobile dell'eroe che è presente in un falso annuncio in-show lo aiuta a salvare la giornata, per non parlare dell'assistenza speciale del settimo inning.
- "Il tempo per la malvagità": Huntsman arriva alla ricerca di azione. Peccato che non ce ne sia.
- "Il negozio di giocattoli Freakmobile": Freakazoid raccoglie la ricompensa del suo uso importante della Freakmobile nell'episodio precedente.

### Problemi di censura / Fatman e Boy Blubber / La condanna / Falso allarme
- Titolo originale: Relax-O-Vision (Terror on the Midway) / Fatman and Boy Blubber/ Limbo Lock-Up/ Terror Palace
- Diretto da: Scott Jeralds, Eric Radomski e Jack Heiter
- Scritto da: Paul Dini, Tom Ruegger e John McCann

#### Trama
- "Fredda apertura": Steff viene inseguito in un vicolo da Booger Beast. Freakzoid si presenta e viene starnutito da Booger Beast costringendolo a salvarsi lasciando Steff citando sarcasticamente "Mio eroe!"
- "Problemi di censura": Il piano super-malvagio di Lobe coincide con i nuovi standard di rete di Kids' WB per ridurre l'effetto della violenza dei cartoni animati, con grande sgomento di Freakazoid mentre affronta Cobra Regina, Longhorn, Cave Guy, Kid Carrion per arrivare a Lobe.
- "Fatman e Boy Blubber": I supereroi rotondi si battono per il diritto di un bambino di pranzare almeno fino a quando non si rendono conto che il suo pranzo è solo un panino da ingrasso e vanno agli estremi per impedirgli di andare troppo lontano.
- "La condanna": Lo strano Freakazoid che salta in giro e si scatena è interrotto dalla Polizia Idiota. Freakazoid ora deve scegliere tra 30 giorni di carcere o un destino peggiore della morte...ascoltando le storie di Fanboy.
- "Falso allarme": Un falso allarme porta fuori Huntsman per niente.

### La rapina natalizia / La nuvola misteriosa
- Titolo originale: In Arms Way / The Cloud
- Diretto da: Dan Riba e Scott Jeralds
- Scritto da: Ken Segall e Paul Rugg

#### Trama
- "La rapina natalizia": Lo shopping natalizio di Freakazoid viene interrotto dalla follia criminale di Arms Akimbo.
- "La nuvola misteriosa": Freakazoid deve scoprire perché una nuvola misteriosa sta trasformando le persone in pagliacci.

### La prossima volta telefonami / Nerdator
- Titolo originale: Next Time, Phone Ahead / Nerdator
- Diretto da: Eric Radomski & Jack Heiter
- Scritto da: Tom Ruegger e Paul Rugg

#### Trama
- "La prossima volta telefonami": In una parodia di E.T. l'extra-terrestre, Mo-Ron viene trovato e curato da Freakazoid, che cerca di aiutarlo a "telefonare a casa".
- "Nerdator": Un alieno simile a un predatore rapisce i secchioni della Terra (incluso Dexter) in modo da poter rubare il loro esperto di tecnologia.

### La casa di Freakazoid / Fogna o dopo
- Titolo originale: House of Freakazoid / Sewer or Later
- Diretto da: Scott Jeralds & Ronaldo Carmen
- Scritto da: Paul Dini

#### Trama
- "La casa di Freakazoid": Un lupo mannaro che in qualche modo conosce l'identità segreta di Dexter visita la sua casa per chiedere la sua assistenza per una cura. Freakazoid lo manda su Internet sfruttando la falla. Il lupo mannaro è guarito, ma non è cambiato in nessun altro modo.
- "Fogna o dopo": Cobra Regina riesce a fuggire attraverso le fogne e Freakazoid non vuole inseguirla perché le fogne "odorano di gas di puzza!"

### L'ira di Guitierrez
- Titolo originale: The Wrath of Guitierrez
- Diretto da: Scott Jeralds
- Scritto da: Paul Rugg

#### Trama
Usando la sua autorità in prigione, Guitierrez riesce a fuggire in Internet e diventare un essere simile a Freakazoid (ma mantiene la sua sanità mentale). Quindi inizia a prosciugare il potere da Freakazoid, spingendolo a saltare in una trappola su Internet per sopravvivere. Usando un videogioco, Guiterrez fa combattere Freakazoid per la sua vita, ma alla fine viene gettato da una torre del castello e nell'abisso digitale di Internet.

## Stagione 2
| nº | Titolo originale                 | Titolo italiano                                     | Prima TV USA      |
| -- | -------------------------------- | --------------------------------------------------- | ----------------- |
| 1  | Dexter's Date                    | L'appuntamento                                      | 7 settembre 1996  |
| 2  | The Freakazoid                   | Una richiesta inutile                               | 14 settembre 1996 |
| 3  | Mission: Freakazoid              | Missione Freakazoid                                 | 28 settembre 1996 |
| 4  | Virtual Freak                    | Gioco virtuale                                      | 2 novembre 1996   |
| 5  | Hero Boy                         | La reputazione di Freakazoid                        | 9 novembre 1996   |
| 6  | A Matter of Love                 | Un amore impossibile                                | 16 novembre 1996  |
| 7  | Statuesque                       | L'orologio magico                                   | 29 novembre 1996  |
| 8  | Island of Dr. Mystico            | L'isola del dottor Mystico                          | 7 febbraio 1997   |
| 9  | Two Against Freak                | Due contro Freakazoid                               | 14 febbraio 1997  |
| 10 | Freak-a-Panel / Tomb of Invisibo | La convenzione dei supereroi / La tomba di Invisibo | 31 maggio 1997    |
| 11 | Normadeus                        | La rivincita                                        | 1º giugno 1997    |

### L'appuntamento
- Titolo originale: Dexter's Date
- Diretto da: Jack Heiter
- Scritto da: Paul Rugg & Alan Burnett

#### Trama
Dexter ha un appuntamento con Steff in un ristorante elegante, ma è costretto per un breve periodo ad andarsene per affrontare Lobe. A causa di un incidente elettrico, tuttavia, Freakazoid non è in grado di tornare a Dexter e si sta invece trasformando in diverse personalità televisive, mettendo a rischio il suo appuntamento. Quando Lobe arriva più tardi nello stesso ristorante (in una commovente parodia di Hello Dolly!), Freakazoid è costretto a chiedergli aiuto.

### Una richiesta inutile
- Titolo originale: The Freakazoid
- Diretto da: Rich Arons e Jack Heiter
- Scritto da: Paul Rugg

#### Trama
In una parodia de Il padrino, Freakazoid deve soddisfare tutte le richieste che gli vengono fatte per il suo compleanno, come il Cacciatore che chiede aiuto a Freakazoid per trovare un nuovo lavoro. Di conseguenza, non può fermare l'ultima follia criminale di Lobe, poiché lui gli ha chiesto di lasciarlo in pace. Ciò fa sì che i cittadini perdano fiducia in Freakazoid mentre ogni altro supereroe è a una conferenza di supereroi su una luna, ma poi Freakazoid capisce che era tutto un imbroglio da Lobe. Wakko Warner e Prof da Animaniacs appaiono in questo episodio.

### Missione Freakazoid
- Titolo originale: Mission: Freakazoid
- Diretto da: Rich Arons e David Marshall
- Scritto da: John McCann

#### Trama
In una parodia di Missione Impossibile, Freakazoid e i suoi amici viaggiano a Vuka Nova, il brutale stato di polizia, per salvare la famiglia Douglas (e il mimo de "L'ora del mimo" da Animaniacs) dalla prigione di Chesky Beresch.

### Gioco virtuale
- Titolo originale: Virtual Freak
- Diretto da: Peter Shin
- Scritto da: Melody Fox e John McCann

#### Trama
Lobe intrappola Freakazoid e Cosgrove in un videogioco sparatutto, mentre i personaggi che stavano interpretando provocano il caos nel mondo reale. Durante il videogioco, Freakazoid e Cosgrove lavorano per manovrare durante il gioco evitando uno Pterodattilo volante.

### La reputazione di Freakazoid
- Titolo originale: Hero Boy
- Diretto da: Jack Heiter e Rich Arons
- Scritto da: Paul Rugg, Tom Sheppard e Wendell Morris

#### Trama
Guitierrez ritorna (anche se ora sfregiato a causa del loro precedente incontro). Dopo molte incomprensioni comiche su quale sia la debolezza di Freakazoid, Guitierrez inganna l'eroico scemo facendosi prigioniero e manda un clone di Freakazoid al suo posto per rovinare la sua propria reputazione.

### Un amore impossibile
- Titolo originale: A Matter of Love
- Diretto da: Rich Arons
- Scritto da: Paul Rugg e Lisa Malone

#### Trama
Cosgrove inizia a frequentare la regina dei cosmetici Mary Beth, ignorando il povero Freakazoid in suo favore. Mentre Freakazoid inizia a riempire il buco lasciato da Cosgrove, nota che Mary Beth si rivela essere un mostro di colore verde. Ora Mary Beth vuole prendere l'essenza di Freakazoid per mantenere la sua eterna giovinezza, e Cosgrove è costretto a decidere tra il suo amico e il suo mostro di ragazza.

### L'orologio magico
- Titolo originale: Statuesque
- Diretto da: Peter Shin
- Scritto da: John McCann

#### Trama
Waylon Jeepers ha finalmente perfezionato il suo orologio Medusa, che trasforma in pietra umani e piccioni. Quando Steff viene pietrificato, Freakazoid deve cercare una cura.

### L'isola of dottor Mystico
- Titolo originale: Island of Dr. Mystico
- Diretto da: Rich Arons e David Marshall
- Scritto da: Jed Spingarn

#### Trama
Mentre fa volare un aereo dei suoi acerrimi nemici in una nuova prigione, Freakazoid (non sorprende) finisce per far schiantare l'aereo su un'isola. Mentre Candle Jack spaventa il Prof. Jones e Regina Cobra aiuta Steff a riparare l'aereo, Freakazoid, Cosgrove e gli altri cattivi escono nella giungla per cercare provviste, ma vengono rapiti dal malvagio Dottor Mystico e dai suoi uomini-orango. Leonard Maltin è guest-star come se stesso in questo episodio.

### Due contro Freakazoid
- Titolo originale: Two Against Freak
- Diretto da: Rich Arons e Jack Heiter
- Scritto da: Ken Segal

#### Trama
Cave Guy e Cobra Regina hanno unito le forze per ottenere il Cappello Diamante degli Czar, mentre Freakazoid cerca di imparare l'arte della telecinesi con il suo mentore. Tuttavia, a causa della sua instabilità mentale, Freakazoid finisce per colpirsi ripetutamente in faccia con mattoni (sviluppando una fobia di loro nel farlo). Allo stesso tempo, Cosgrove è seguito da una troupe di un programma televisivo della polizia per vedere come opera.

### La convenzione dei supereroi / La tomba di Invisibo
- Titolo originale: Freak-a-Panel/Tomb of Invisibo
- Diretto da: Rich Arons e Peter Shin
- Scritto da: Mitch Watson

#### Trama
- "La convenzione di supereroi": Mentre insegue Cave Guy a una convenzione televisiva e di fumetti, Freakazoid si fa notare, scopre con una sua delusione che tutti sono molto interessati a Superman più di lui e persino impara Klingon. Dopo che Cave Guy è stato sconfitto, Freakazoid si confronta con Lord Bravery, il Cacciatore, Fanboy e Mo-Ron / Bo-Ron per essere stati abbandonati dallo show.
- "La tomba di Invisibo": Un faraone invisibile dell'antico Egitto è stato rilasciato durante il viaggio della famiglia Douglas al museo e sta causando il caos in tutto il mondo. Ora Freakazoid deve trovare Invisibo e trovare un modo per sconfiggerlo.

### La rivincita
- Titolo originale: Normadeus
- Diretto da: Rich Arons e David Marshall
- Scritto da: Paul Rugg

#### Trama
Lobe ha commesso il crimine più atroce di sempre: rapire Norm Abram e costringerlo a costruire l'arma definitiva contro Freakazoid: un gigantesco corno di legno costruito per frantumarlo. Per rendere la sua trama interessante, Lobe invita Cave Guy, Longhorn, Cobra Regina, Waylon Jeepers, Candle Jack, Invisibo e Guitierrez a questo evento in cui prevede che il vincitore della lotteria faccia l'onore di suonare il corno di legno. La serie termina con l'intero cast che esce in un'interpretazione di gruppo di "We'll Meet Again".